# Mąka pszenna

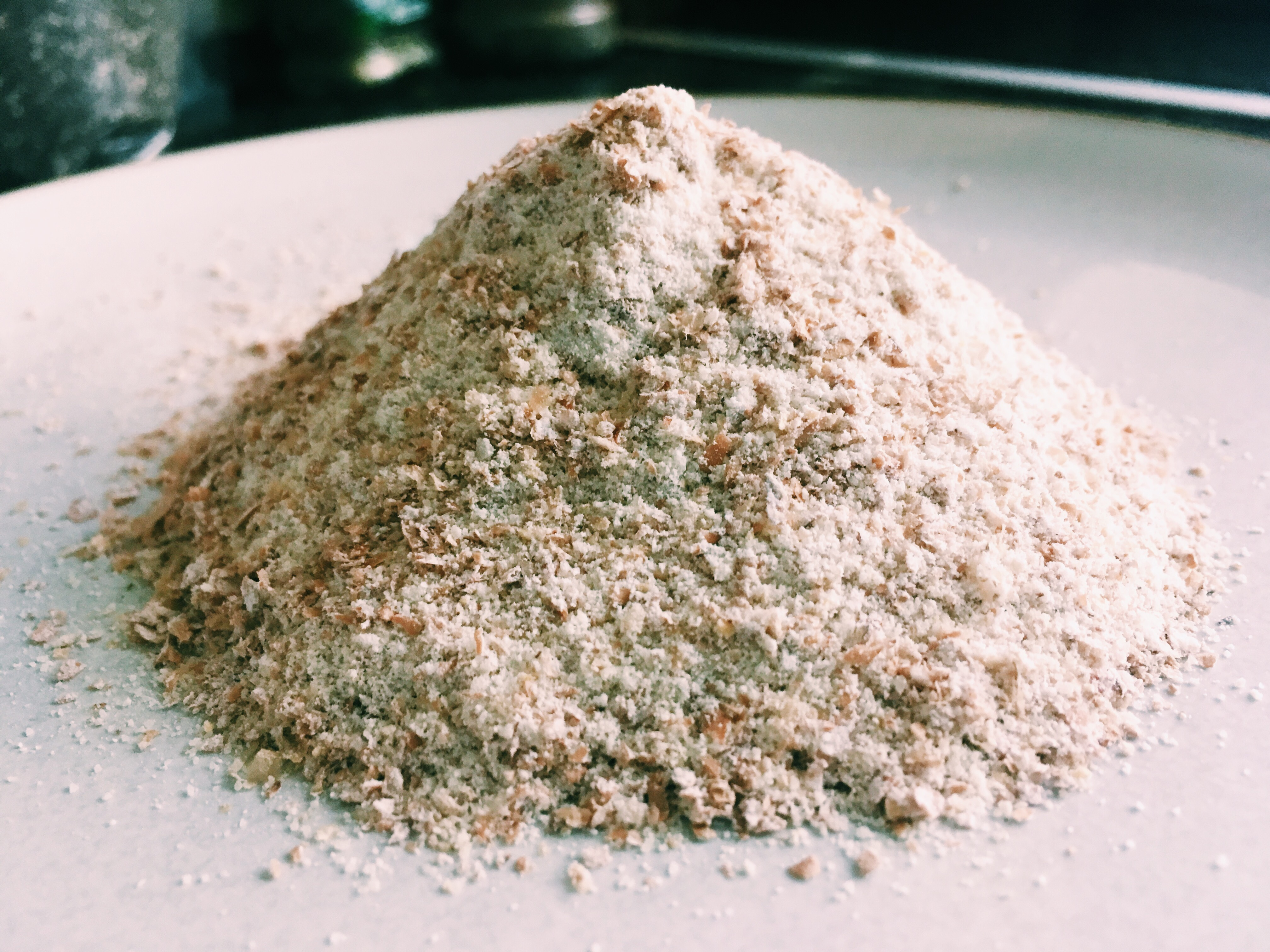
Mąka pszenna

Mąka pszenna – rodzaj mąki otrzymywany z pszenicy. Jest wykorzystywana m.in. do produkcji sosów, pieczywa oraz ciast. Jest lekkostrawna, zawiera minerały oraz witaminy z grup B1, B2 oraz PP.

## Podstawowe typy mąk pszennych w Polsce
Opracowano na podst. materiału źródłowego.
| Typ             | Barwa  | Nazwa                                             | Zastosowanie |
| --------------- | ------ | ------------------------------------------------- | --- |
| 00              | jasna  | mąka do pizzy                                     | ma najniższą zawartość minerałów i witamin, służy do wyrobu pizzy                                                                               |
| 450             | jasna  | mąka tortowa, mazowiecka                          | do wyrobu lekkostrawnych i pulchnych ciast: lekkiego pieczywa, ciast biszkoptowych i biszkoptowo-tłuszczowych                                   |
| 450             | jasna  | mąka krupczatka                                   | do wyrobu ciasta kruchego |
| 500             | jasna  | mąka krupczatka                                   | do wyrobu ciasta kruchego |
| mąka poznańska  | jasna  | do wyrobu klusek i makaronów                      | |
| mąka wrocławska | jasna  | do wyrobu naleśników, ciast smażonych i parzonych | |
| 550             | jasna  | mąka luksusowa                                    | do wyrobu pierogów, makaronów, klusek, chleba tostowego, a także do pieczenia ciast drożdżowych                                                 |
| 650             | jasna  | mąka pszenna bułkowa                              | do wyrobu pieczywa |
| 750             | szara  | mąka pszenna chlebowa                             | do wyrobu pieczywa i pizzy |
| 850             | szara  | mąka pszenna chlebowa                             | do wyrobu bułek, chleba i pieczywa mieszanego                                                                                                   |
| 1400            | szara  | mąka sitkowa                                      | w piekarniach do wyrobu chlebów w tym wieloziarnistych                                                                                          |
| 1850            | szara  | mąka Grahama                                      | do wyrobu pieczywa typu graham i krakersów |
| 2000            | ciemna | mąka razowa                                       | do wyrobu pieczywa z wysoką ilością błonnika |
| 3000            | ciemna |                                                   | do wyrobu chlebów i makaronów z pełnego ziarna; daje wypieki o nierównej fakturze; ma najwięcej błonnika i pozostawia najdłużej uczucie sytości |

Mąki te różni zawartość popiołu oraz ich wygląd i właściwości.

## Inne rodzaje mąk pszennych
W zależności od zastosowanej pszenicy wyróżniane są:
- mąka orkiszowa - z pszenicy orkisz
- semolina - z pszenicy durum